# Pseudobotrys cauliflora
Pseudobotrys cauliflora là một loài thực vật có hoa trong họ Cardiopteridaceae. Loài này được (Pulle) Sleumer miêu tả khoa học đầu tiên năm 1940.